# Буламация
Буламация (на гръцки: Μπουλαμάτσια) е село в Егейска Македония, Гърция, в дем Касандра в административна област Централна Македония. Буламация е разположено на западния бряг на полуостров Касандра - най-западният ръкав на Халкидическия полуостров, на километър източно от Каландра, до останките на античния град Менде. Има население от 9 души (2001).